# Kailer Yamamoto
Kailer Yamamoto (* 29. September 1998 in Spokane, Washington) ist ein US-amerikanischer Eishockeyspieler, der seit Oktober 2024 bei den Utah Mammoth aus der National Hockey League unter Vertrag steht und parallel für deren Farmteam, die Tucson Roadrunners, in der American Hockey League zum Einsatz kommt. Zuvor verbrachte der rechte Flügelstürmer sechs Jahre in der Organisation der Edmonton Oilers und lief eine Saison für die Seattle Kraken auf.

## Karriere
Kailer Yamamoto wuchs in Spokane auf und wurde 2013 von den dort ansässigen Spokane Chiefs im Bantam Draft der Western Hockey League (WHL) an 105. Position ausgewählt. Anschließend verbrachte der Angreifer allerdings eine Saison bei den Los Angeles Junior Kings, bevor er zur Spielzeit 2014/15 in seine Heimat zurückkehrte und für die Chiefs in der WHL auflief. Zudem gehörte er zweimal kurzzeitig dem USA Hockey National Team Development Program an, der zentralen Talenteschmiede des US-amerikanischen Verbandes USA Hockey, konnte sich dort jedoch nicht etablieren. Bereits in seiner zweiten WHL-Saison wurde er allerdings mit 71 Punkten zum besten Scorer der Mannschaft und steigerte seine persönliche Statistik im folgenden Jahr noch einmal deutlich. Mit 42 Toren und 57 Vorlagen erzielten nur fünf Spieler der WHL mehr Punkte als der Flügelstürmer, der zudem dem Second All-Star Team der Western Conference der WHL angehörte. Infolgedessen wurde er im NHL Entry Draft 2017 an 22. Position von den Edmonton Oilers ausgewählt.
Die Oilers statteten Yamamoto bereits im August 2017 mit einem Einstiegsvertrag aus, bevor sich der US-Amerikaner in der folgenden Saisonvorbereitung einen vorübergehenden Platz im Aufgebot Edmontons erspielte. In der Folge debütierte er im Oktober 2017 in der National Hockey League (NHL) und kam in insgesamt neun Einsätzen auf drei Vorlagen, bevor er Anfang November zurück zu den Spokane Chiefs in die WHL geschickt wurde. Mit Beginn der Spielzeit 2018/19 kehrte er anschließend ins NHL-Aufgebot der Oilers zurück, wechselte jedoch auch regelmäßig zum Farmteam, den Bakersfield Condors aus der American Hockey League (AHL). Etwa Mitte der Saison 2019/20 etablierte er sich schließlich im NHL-Aufgebot der Oilers.
Nach sechs Jahren in der Organisation der Oilers wurde er im Juni 2023 samt den Rechten an Klim Kostin an die Detroit Red Wings abgegeben, wobei die Oilers aufgrund Yamamotos hohen Gehalts keine konkrete Gegenleistung erhielten (future considerations). In Detroit allerdings wurde das verbleibende Jahr seines noch laufenden Vertrags wenig später ausbezahlt (buy-out), sodass er sich im Juli 2023 als Free Agent den Seattle Kraken anschloss. Dort wurde sein Einjahresvertrag im Juli 2024 nicht verlängert, sodass er im Oktober 2024 in gleicher Weise zum neu gegründeten Utah Hockey Club wechselte.
Trotz seiner für NHL-Verhältnisse deutlich unterdurchschnittlichen Physis (173 cm; 70 kg) gilt Yamamoto als talentierter Offensivspieler, der somit vor allem durch Spielverständnis und technische Qualitäten besticht. In diesem Zusammenhang wurde er mit Johnny Gaudreau verglichen.

### International
Auf internationaler Ebene debütierte Yamamoto für sein Heimatland bei der World U-17 Hockey Challenge im November 2014, bei der er mit dem Team USA die Silbermedaille gewann. Es folgte ein fünfter Platz beim Ivan Hlinka Memorial Tournament 2015 sowie eine Bronzemedaille bei der U18-Junioren-Weltmeisterschaft 2016, bevor er zum Aufgebot der U20-Nationalmannschaft der USA bei der U20-Junioren-Weltmeisterschaft 2018 im eigenen Land gehörte. Dort errang er ebenfalls die Bronzemedaille.

## Erfolge und Auszeichnungen
- 2017 WHL (West) Second All-Star Team

### International
- 2014 Silbermedaille bei der World U-17 Hockey Challenge
- 2016 Bronzemedaille bei der U18-Junioren-Weltmeisterschaft
- 2018 Bronzemedaille bei der U20-Junioren-Weltmeisterschaft

## Karrierestatistik
Stand: Ende der Saison 2024/25

### International
Vertrat die USA bei:
- World U-17 Hockey Challenge 2014 (November)
- Ivan Hlinka Memorial Tournament 2015
- U18-Junioren-Weltmeisterschaft 2016
- U20-Junioren-Weltmeisterschaft 2018

(Legende zur Spielerstatistik: Sp oder GP = absolvierte Spiele; T oder G = erzielte Tore; V oder A = erzielte Assists; Pkt oder Pts = erzielte Scorerpunkte; SM oder PIM = erhaltene Strafminuten; +/− = Plus/Minus-Bilanz; PP = erzielte Überzahltore; SH = erzielte Unterzahltore; GW = erzielte Siegtore; 1 Play-downs/Relegation; Kursiv: Statistik nicht vollständig)

## Persönliches
Yamamotos Großvater stammt aus Japan, seine Großmutter aus Hawaii.